# 恩納村立うんな中学校
恩納村立うんな中学校（おんなそんりつ うんなちゅうがっこう）は、沖縄県国頭郡恩納村にある公立中学校。

## 概要
- 本校は、 村内にあった恩納・仲泊・山田・喜瀬武原・安富祖の各中学校を統合して開校した中学校で、村唯一の中学校である。

## 沿革
- 2020年（令和2年）
  - 4月1日 - 開校。
  - 5月21日 - 最初の就任式・始業式と第1回入学式が行われた。
- 2021年（令和3年）
  - 3月6日 - 第1回卒業式挙行。
  - 3月24日 - 最初の修了式と離任式挙行。

## 通学区域
- 恩納村全域

## 校歌
- 作詞:宮沢和史（THE BOOMのヴォーカリスト）、作曲:佐渡山安信[2]

## アクセス
- 琉球バス交通・沖縄バス20系統・120系統で、
  - 「シーサイドハウス前」 バス停下車後、徒歩約860m・約13分。
  - 「屋嘉田」バス停下車後、徒歩約610m・約10分（最短距離移動した場合）。
- 恩納村役場から、
  - 車で、約3.3km・約6分。
  - 上述の路線バスで、「恩納村役場前」バス停から、「屋嘉田」バス停まで3分、「シーサイドハウス前」バス停まで4分、それぞれバス停下車後、徒歩。
- 那覇空港から、
  - 国道58号経由で、約42.9km・約1時間20分。
  - 沖縄自動車道経由で、約47.2km・約45分。
  - 上述の路線バス120系統で、「シーサイドハウス前」バス停まで1時間43分、「屋嘉田」バス停まで1時間44分、それぞれバス停下車後、徒歩。
- 沖縄自動車道屋嘉ICから、車で約2.8km・約5分。

## 周辺
- 国道58号
- 赤間多目的運動場
- ONNA赤間ボール・パーク
- 航空自衛隊恩納分屯基地
- 沖縄科学技術大学院大学
  - 沖縄科学技術大学院大学シーサイドハウス
- 東シナ海